# 千歳川

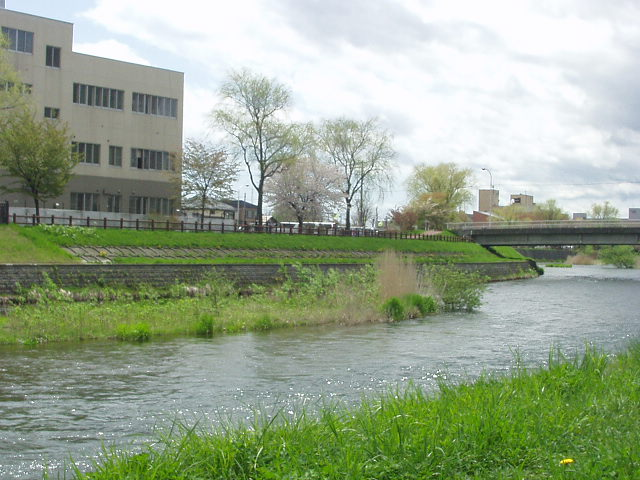
千歳市内 2004年5月18日撮影

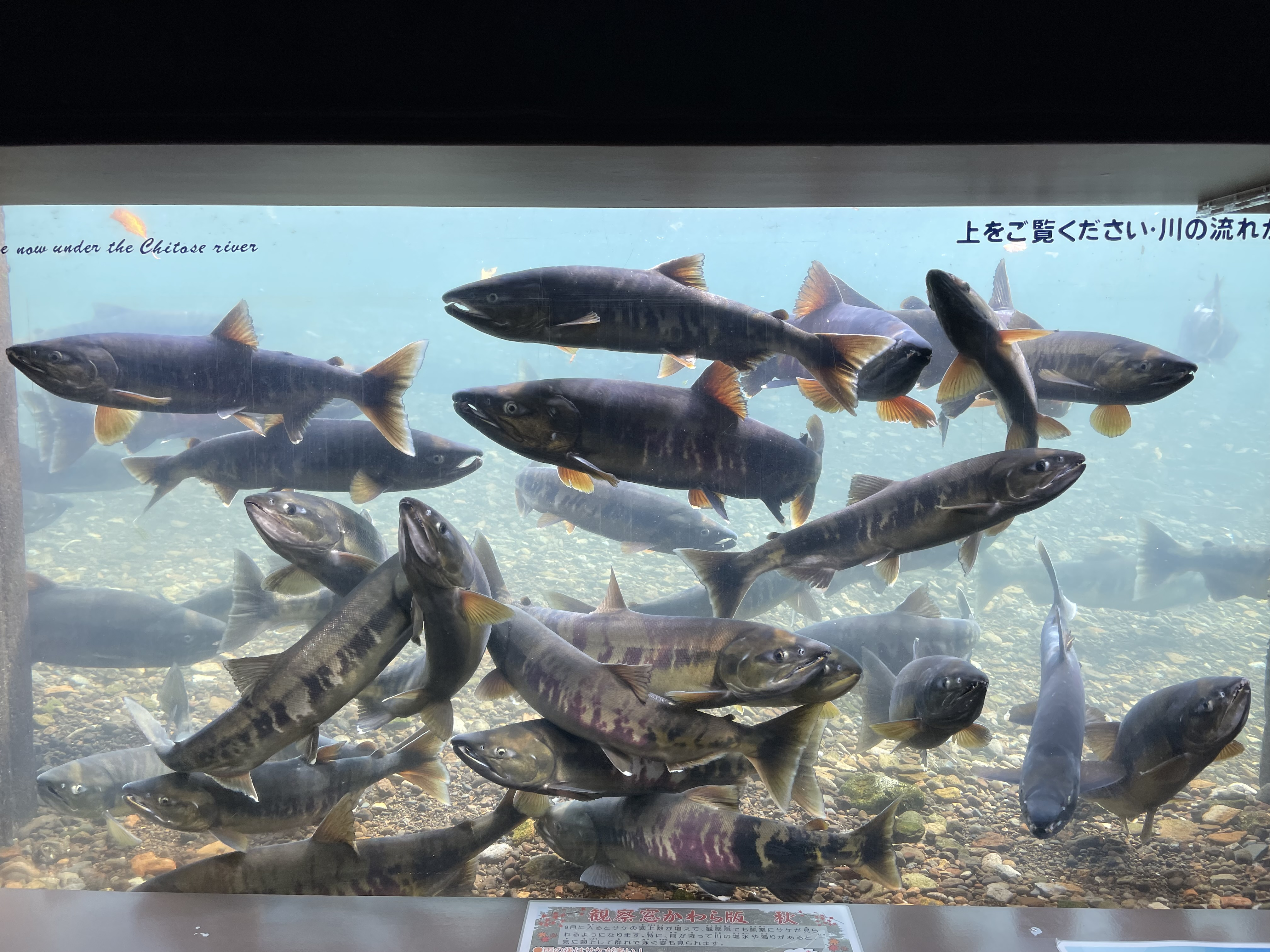
サケのふるさと 千歳水族館の水中観察ゾーンより見る千歳川の水中とサケの群れ

千歳川（ちとせがわ）は、北海道千歳市のフレ岳を源として石狩低地帯を流れる石狩川水系石狩川支流の一級河川である。

## 地理
北海道千歳市西部の支笏・樽前火山群のフレ岳に源を発し、支笏湖を経て東に流れる。千歳の市街地で北に向きを変え、石狩振興局と空知総合振興局の各管轄地域の境界を流れ、江別市王子の王子特殊紙江別工場横で石狩川に合流する。
行政界は、江戸時代、支流の島松川を境に上流側が東蝦夷地（北海道太平洋側）、下流側が西蝦夷地（北海道日本海側）に分けられていた。松前藩が両蝦夷地を統治していた時代は、行政界を契機とした問題は特段生じなかったが、18世紀末に江戸幕府が東蝦夷地を事実上直轄地化した際には、支流の漁川にウラエ（簗）をかけていた石狩側のアイヌ（実態は勇払側のアイヌ）の漁業権が否定される（ウラエ訴願事件）事件も生じた。明治時代にも、島松川を境とした行政界区分は引き試みられ、上流側が胆振国、下流側が石狩国となり、その後成立した市町村界もこれに沿った。
地質、平野部の標高差がない地形や石狩川の高い水位の影響で洪水の発生が多い。支流ナイベツ川（内別川）の水は日本の名水百選に選ばれている。1937年までは「夕張川」と合流した後に「石狩川」にそそいでおり、その合流点から石狩川までの間は「江別川」という名称であった経緯から、下流の江別市では「江別川」と呼ばれる事もあるが、現在ではあまり一般的ではない。

上流の支笏湖から流れ出る地点に、1908年から1951年に運行し、現在は廃線である王子軽便鉄道の鉄橋（通称：山線鉄橋）が歩道橋として架かる。その北岸には支笏湖温泉がある。上流部の谷は深く、王子製紙が5つの水力発電所を置いている。
秋にはサケが遡上する。千歳市のサケのふるさと 千歳水族館ではインディアン水車を使用してのサケ漁が行われ、見学することができる。また、同水族館には千歳川の水中を展望できる部屋があり、サケの遡上時期では窓一杯にサケが遡上するのを見られる。シーズンオフでも季節に応じた魚が見学できる。

## 名称の由来
アイヌ語では「シコッペッ」（大きい・窪み・川） と呼ばれていた。この場合の窪みとは支笏湖や下流の低湿地ではなく、千歳川が開削した谷間のことである。この「シコッ」に漢字をあて、当初は支笏川と呼ばれた。1805年（文化2年）に当時のシコツ場所担当だった箱館奉行調役並山田鯉兵衛嘉充が、シコツは「死骨」に通じ縁起が悪いとして箱館奉行羽太正養に新しい川の名を依頼し、羽太はシコツの地に多くのタンチョウが生息していたことから「鶴は千年、亀は万年」の故事にちなんで「千歳川」と改名し、後に「千歳」の地名の由来となった。現在「支笏」の名は支笏湖に残っている。

## 治水
千歳川は1962年の台風第9号の豪雨時など氾濫を繰り返してきた。1981年に発生した観測上最大の大洪水（流域被害総額267億円）を契機に、1982年、北海道開発庁（現国土交通省）により千歳川から太平洋に人工水路を作る「千歳川放水路計画」が発表された。しかし水路建設予定地にはウトナイ湖などがあり自然環境への影響が大きいとして自然保護団体等が反対。1999年に千歳川流域治水対策検討委員会による中止案がまとめられ、これにより計画中止が決定した。
その後は堤防強化と遊水地の併用による代替案による治水事業が検討され2005年に「石狩川水系千歳川河川整備計画」を策定、2020年までに「千歳川遊水地群」6か所が整備され合計1,150ヘクタール・洪水調節容量約5千万立方メートルが供用されている。

## 流域の自治体
北海道
千歳市、夕張郡長沼町、恵庭市、北広島市、空知郡南幌町、江別市

## 支流
括弧内は流域の自治体
- 紋別川（恵庭市、千歳市）
- ユウナイ川（千歳市）
- 内別川（千歳市） - ナイベツ川湧水は名水百選に選定されている。
- ママチ川（千歳市）
- 祝梅川（千歳市）
- 長都川（おさつがわ、恵庭市、千歳市） - ユカンボシ川- 勇舞川（ゆうまいがわ、千歳市）
- 嶮淵川（けぬふちがわ、千歳市、長沼町）
- 漁川（いざりがわ、恵庭市）
- 島松川（北広島市、恵庭市）
- 輪厚川（わっつがわ、北広島市）
- 旧夕張川（長沼町、南幌町）
- 早苗別川（江別市）

## 典拠
1. ↑  “千歳川の概要”.   千歳川河川事務所. 2025年4月28日閲覧。
2. ↑  苫小牧市史上巻p585（苫小牧市）
3. ↑  美笛‐千歳鉱山専用軌道の一考察・注釈3
4. ↑  アイヌ語ラテン翻字: si-kot-pet
5. 1 2 3  “歴史散歩ちとせ”.   千歳市. 2017年4月12日閲覧。
6. ↑  “アイヌ語地名リスト ゴ～シブ　P51-60P”. アイヌ語地名リスト.   北海道 環境生活部 アイヌ政策推進室 (2007年). 2017年10月19日閲覧。
7. ↑  “アイヌ語地名リスト セッ～ツキガ　P71”. アイヌ語地名リスト.   北海道 環境生活部 アイヌ政策推進室 (2007年). 2017年10月19日閲覧。
8. ↑  日外アソシエーツ編集部 編『日本災害史事典 1868-2009』日外アソシエーツ、2010年9月27日、163頁。ISBN 9784816922749。
9. ↑  石狩川水系千歳川河川整備計画の概要と遊水地群の整備状況――千歳川流域の安全・安心を目指して - 建設グラフ2017年12月号
10. ↑  千歳川遊水地群が完成　全６カ所　放水路代替、治水の柱 - 北海道新聞2020年4月2日